# Victor Montalvo
Victor Bermudez Montalvo (* 1. Mai 1994 in Kissimmee, Florida), auch bekannt als B-Boy Victor, ist ein US-amerikanischer Breakdancer mit mexikanischen Wurzeln. Bei den Olympischen Spielen 2024 in Paris gewann er die Bronzemedaille.

## Biografie
Montalvo wuchs als Sohn mexikanischer Einwanderer aus Puebla in Kissimmee, einer Vorstadt von Orlando, Florida, auf. Sein Vater Victor Bermudez und dessen Zwillingsbruder Hector, die in den 1980er Jahren als Duo dazu beigetragen hatten, Breaking in Mexiko bekannt zu machen, arbeiteten als Köche in einem Restaurant in Disney World. Montalvo selbst begann als Sechsjähriger mit dem B-Boying, erste Moves, Windmills und Footwork erlernte er von einem Cousin.
Wenige Monate nach seinem 17. Geburtstag brach Montalvo gegen den Willen seiner Mutter, aber mit der Unterstützung seines Vaters die Highschool ab, um sich ganz auf das Breakdancing zu fokussieren. Kurz darauf nahm er in Heerlen erstmals am Notorious IBE teil. 2015 gelang ihm mit Siegen beim Red Bull BC One in Rom und den Undisputed World BBoy Masters in Marseille der internationale Durchbruch. In den folgenden Jahren gewann er unter anderem auch das Notorious IBE, Outbreak Europe in Banská Bystrica und die World Urban Games in Budapest. Anfang 2020 legte er eine Pause ein, die sich aufgrund der COVID-19-Pandemie zu einer Zwangspause auswuchs. Der mittlerweile in Los Angeles lebende Montalvo kehrte für ein halbes Jahr zu seiner Familie nach Kissimmee zurück und besuchte mit seiner Ehefrau deren Heimatland Ukraine. Er begann mit Muay Thai, Radfahren und Laufen.
Nach einem Gespräch mit BMX-Olympiamedaillengewinner Daniel Dhers schöpfte er neue Motivation. 2021 gewann er im Finale der von der World DanceSport Federation (WDSF) ausgetragenen Weltmeisterschaft gegen den Kanadier Philip Kim alias Phil Wizard die Goldmedaille. Im darauffolgenden Jahr gewann er Gold bei den World Games in Birmingham und Bronze bei der Weltmeisterschaft in Seoul. Außerdem gelang ihm in New York City zum zweiten Mal der Sieg beim prestigeträchtigen Red Bull BC One. Mit dem Gewinn seines zweiten WM-Titels in Löwen qualifizierte er sich für die Olympischen Spiele von Paris.
An seinem 30. Geburtstag erlitt Montalvo bei einem Autounfall eine Halswirbelverletzung und musste sich danach laut eigener Aussage „neu erfinden“. Drei Monate später gewann er bei den Olympischen Spielen nach einer Halbfinalniederlage gegen Danis Civil alias Dany Dann und Sieg gegen Shigeyuki Nakarai alias Shigekix (9:0, 5:4, 6:3) die Bronzemedaille.
Montalvo ist mit der Ukrainerin Katerina Pawlenko alias B-Girl Kate verheiratet.

## Stil
Victor Montalvo verarbeitet in seinem Tanz Einflüsse der Rock Steady Crew sowie von B-Boys wie Omar Delgado Macias alias RoxRite und Fabian Carvalho Lopes alias Neguin. Seine Begeisterung für die Hip-Hop-Kultur geht so weit, dass er aus Gründen der Inspiration das DJing und MCing erlernte. Er ist ein großer Fan von Old-School-Hip-Hop und nennt den 1981 erschienen Titel Apache (Jump on It) von The Sugarhill Gang eines seiner Lieblingslieder. In der Vielseitigkeit sieht er seine größte Stärke:

“I can dance, I can do all the crazy acrobatic stuff, I have style and I respect the culture. I have knowledge of where it came from, and I try to be original, too. I have everything, I’m an all-around b-boy. That’s what sets me apart.”

„Ich kann tanzen, ich kann all dieses verrückte akrobatische Zeug, ich habe Style und respektiere die Kultur. Ich habe Kenntnis, woher sie kam, und ich versuche auch originell zu sein. Ich habe alles, bin ein vielseitiger B-Boy. Das hebt mich vom Rest ab.“

## Erfolge (Auswahl)
- 2015: 1. Platz Red Bull BC One America Final, Orlando[6]
- 2015: 1. Platz Silverback Open Championships, Hatboro
- 2015: 1. Platz Freestyle Session World Finals, Los Angeles
- 2015: 1. Platz Red Bull BC One World Final, Rom
- 2015: 1. Platz Undisputed World BBoy Masters, Marseille
- 2016: 1. Platz The Notorious IBE, Heerlen
- 2017: 1. Platz Outbreak Europe, Banská Bystrica
- 2018: 1. Platz Silverback Open Championships, Philadelphia
- 2019: 1. Platz The Legits Blast Winter, Prag
- 2019: 1. Platz Outbreak Europe, Banská Bystrica
- 2019: 1. Platz World Urban Games, Budapest
- 2021: 1. Platz World Breaking Championship, Paris
- 2022: 1. Platz World Games, Birmingham
- 2022: 3. Platz World Breaking Championship, Seoul
- 2022: 1. Platz Red Bull BC One World Final, New York City
- 2023: 1. Platz World Breaking Championship, Löwen
- 2024: 3. Platz Olympische Spiele, Paris